# Cononedys efflatouni
Cononedys efflatouni är en tvåvingeart som beskrevs av Mario Bezzi 1925. Cononedys efflatouni ingår i släktet Cononedys och familjen svävflugor. Inga underarter finns listade i Catalogue of Life.